# N458 (België)
De N458 is een gewestweg in België tussen Gent (R40a) en Boekhoute tegen de Nederlandse grens aan.
De weg eindigt op het kruispunt van de Noordstraat met de Braakmanstraat en Haven precies tegen de Nederlandse grens aan.
De weg heeft een lengte van ongeveer 25 kilometer. De gehele weg bestaat uit twee rijstroken voor beide rijrichtingen samen. Niet overal op de route is er belijning midden op de weg aanwezig.

## Plaatsen langs de N458
- Gent
- Wondelgem
- Langerbrugge
- Wippelgem
- Kluizen
- Ertvelde
- Boekhoute

### Wiedauwkaai
De Wiedauwkaai is het laatste stuk van de N458 vanaf de Meulestedebrug tot aan de Gentse stadsring (R40). Vanaf april 2023 wil wegbeheerder AWV het deel vanaf de overweg (Wiedauwkaaispoorbrug) tot aan de Tolhuisbrug (Nieuwevaart, Verbindingskanaal) grondig heraanleggen met gescheiden riolering, afgescheiden fietspaden, en een busbaan vanaf de toekomstige busstelplaats Wissenhage stadinwaarts.

### Kluizensesteenweg
Op de Kluizensesteenweg, 150 meter lang op de grens tussen Gent en Evergem, wordt in 2024 een gescheiden riolering aangelegd en een fietspad van vier meter breed, dat deel is van fietssnelweg F402.